# Коррупционный скандал в телекоме
Коррупционный скандал в телекоме — коррупционное дело 2012 года, в котором участвовала дочь президента Узбекистана Ислама Каримова Гульнара Каримова, которая получала взятки от нескольких иностранных телекоммуникационных компаний в обмен на контракты для ведения бизнеса в Узбекистане.
Расследованием доказано, что Каримова получала взятки через ряд подставных компаний или фирм, которые желали вести с ней прямые переговоры. Помимо этого, стало известно, что компании других отраслей за доступ на рынок Узбекистана давали взяток намного больше, чем телекоммуникационные компании.

## Предыстория
Уголовное расследование в Швейцарии, начатое в 2012 году, сначала было направлено против четырёх граждан Узбекистана, имевших связь с Каримовой. В том же году, двое из них были арестованы и освобождены под залог. В 2012 году в шведском телевизионном документальном фильме было заявлено, что шведская телекоммуникационная группа TeliaSonera в обмен на лицензии и разрешительную документацию для работы на рынке Узбекистана заплатила 320 миллионов долларов подставной компании Takilant (Гибралтар), которая, как сообщается, была связана с Каримовой. TeliaSonera опровергла обвинения.

## Разоблачения
В январе 2013 года шведские следователи опубликовали новые документы, доказывающие, что TeliaSonera пыталась договориться напрямую с Каримовой. В том же году власти США и Голландии начали расследование по данному делу. В феврале 2014 года исполнительный директор TeliaSonera был вынужден уйти в отставку после того, как были выявлены серьёзные нарушения при проведении юридической проверки. В мае шведские СМИ обнародовали документы, в которых говорилось, что Каримова в агрессивной форме продиктовала условия контракта с TeliaSonera и пригрозила, что у компании возникнут серьёзные препятствия со стороны ряда узбекских правительственных министерств в случае, если они не согласятся произвести незаконные платежи. Соответствующие расследования отмывания денег в Швейцарии и Швеции продолжались в течение года, и сотни миллионов долларов на счетах, связанных с делом, были заморожены властями. К концу года в Швеции было начато уголовное производство.
В марте 2014 года сообщили, что швейцарские власти начали расследование по факту отмывания денег Каримовой и коррупционной ситуации в Узбекистане, а прокуроры в Берне заявили, что неопровержимые доказательства привели их к расследованию по отношению к компаниям в Швеции и Франции. В ходе следственных мероприятий были «изъяты активы на сумму свыше 800 миллионов швейцарских франков (912 миллионов долларов)».
В 2014 году также было обнаружено, что министерство юстиции США и SEC расследуют деятельность Vimpelcom Ltd., находящейся в Амстердаме, российской фирмы ПАО «Мобильные ТелеСистемы» и шведской TeliaSonera AB. Эти три компании направили сотни миллионов долларов фирмам, которые находились под полным контролем Каримовой. В отчёте за август 2015 года указывалось, что прокуроры США просят власти Ирландии, Бельгии, Люксембурга, Швеции и Швейцарии изъять активы на сумму около 1 миллиарда долларов в связи с расследованием коррупции тремя вышеупомянутыми крупными телекоммуникационными компаниями и другими компаниями, договорившихся с Каримовой. Власти США полагали, что Каримова была главным бенефициаром «состояния в 1 миллиард долларов, разбросанного по всему континенту». В ноябре 2015 года сообщалось, что Каримова, возможно, находится в бегах. В сообщениях говорилось, что её видели в ресторане в Ташкенте.
Согласно сообщениям в январе 2015 года, несмотря на то, что руководители норвежской телекоммуникационной компании Telenor, которой принадлежит треть «Вымпелкома», утверждали, что не обнаружили никаких признаков коррупции, однако, недавно опубликованный документ показал, что Telenor знал о миллионных взятках .

## Итоги
20 марта 2015 года в рамках своей деятельности Министерство юстиции США («Министерство юстиции США») попросило Швецию заморозить 30 миллионов долларов в фондах, находящихся в Стокгольмском банке, тем самым, положив конец коррупционной схеме между Каримовой и Talikant. На тот период, Каримова находилась под домашним арестом в связи с коррупционным расследованием. Тем временем в Швейцарии, Швеции, Норвегии, Франции и Нидерландах, продолжалось расследование, направленное на подставные фирмы, которые предположительно использовали три транснациональные компании «для дачи взяток и получения доступа к прибыльному узбекскому рынку мобильной связи». Расследование Министерства юстиции США выявило тот факт, что все три фирмы "заплатили взятки узбекским чиновникам за приобретение бизнеса мобильной связи в Узбекистане, и что средства, вовлечённые в эту схему, были отмыты через подставные компании и финансовые счета по всему миру, включая счета в Швеции, для сокрытия истинной природы этих незаконных платежей ". Европейские следователи выяснили, что Talikant руководил бывший помощник Каримовой Гаянэ Авакян.
По данным швейцарской газеты Le Temps, «500 миллионов франков изъятых средств были связаны с TeliaSonera, крупной телефонной компанией и оператором мобильной связи в Швеции и Финляндии, а остальные — с личными активами Каримовой».
В отчёте от 1 июля 2015 года указывалось, что власти США пытаются конфисковать 300 миллионов долларов на банковских счетах в Ирландии, Люксембурге и Бельгии, утверждая, что эти средства были поступлениями от коррупционных платежей в Узбекистане со стороны МТС и Вымпелкома, предположительно на счета Каримовой, в период с 2004 года. и 2011.
В отчёте Радио Свободная Европа / Радио Свобода (RFE / RL) за август 2015 года говорится, что узбекские власти арестовали девять подозреваемых в связи с расследованием коррупционной деятельности Каримовой. Среди задержанных были два топ-менеджера завода по розливу Coca-Cola в Узбекистане, ранее принадлежавшего Каримовой.
17 сентября 2015 года было сообщено, что TeliaSonera была «глубоко потрясена» коррупционным скандалом в Узбекистане, и что она уйдёт из Центральной Азии в результате «неблагоприятного инвестиционного климата и общественного давления». Стало известно, что Министерство юстиции США вместе со шведской прокуратурой инициировало расследование обвинений в коррупции TeliaSonera.
В октябре 2015 года правительство Норвегии потребовало отставки председателя Telenor Свейна Асера из-за коррупционного скандала в Узбекистане.

## Реакции (редакция источника)
По имеющимся сведениям, Каримова «не поладила с отцом», который отказался комментировать обвинения против неё. Ранее, в 2013 году, Каримова обвинила в Твиттере узбекские спецслужбы в том, что её преследуют и вводят в заблуждение её отца.
Однако её сестра Лола отвергла сказанное. В ответ Каримова обвинила Лолу, которая является послом Узбекистана в ЮНЕСКО и проживает в особняке стоимостью 40 миллионов долларов в Женеве, в сокрытии секретных тайников с долларами в президентском дворце. В начале 2014 года Гульнара утверждала, что её сестра послала к ней наёмных убийц для физической расправы, потому что она хотела покинуть Узбекистан и поехать в Израиль для получения медицинской помощи. Гульнара передала контрабандой письмо, информирующее СМИ о её аресте, утверждая, что «причина преследования в стиле Пиночета заключается в том, что я осмелилась рассказать о вещах, о которых молчат миллионы». Каримова была помещена под домашний арест в феврале 2014 года. Она заявила, что ей и её 16-летней дочери запрещено посещать президента. Она утверждала, что подверглась насилию со стороны полиции, и ей отказывали в медицинской и психологической помощи.